# Battaglia di Kilkis-Lahanas
La battaglia di Kilkis-Lachanas ebbe luogo durante la seconda guerra balcanica opponendo la Grecia e la Bulgaria che si scontrarono per la città di Kilkis nella Macedonia centrale dal 19 al 21 giugno 1913 [del calendario giuliano]. La Grecia alla fine ne uscì vittoriosa.

## Contesto
Nella notte tra il 16 e il 17 giugno, i bulgari, senza una dichiarazione ufficiale di guerra, attaccarono i loro ex alleati greci e serbi e riuscirono a cacciare i serbi da Gevgelija, interrompendo le comunicazioni tra loro e i greci. Tuttavia, i bulgari non riuscirono a estromettere i serbi dalla linea del fiume Vardar/Axios. Dopo aver respinto l'iniziale attacco bulgaro, l'esercito greco, sotto il re Costantino, avanzò con 8 divisioni e una brigata di cavalleria, mentre i bulgari, sotto il generale Ivanov, si ritirarono nella posizione difensiva naturalmente forte della linea Kilkis - Lachanas.

## Conflitto
La 2ª armata bulgara comandata dal generale Nikola Ivanov teneva una linea dal lago Dojran a sud-est da Kilkis, Lachanas, Serres e poi attraverso le colline del Pangaion fino al Mar Egeo. L'esercito era sul posto da maggio e rifletteva un gruppo di veterani che aveva combattuto durante l'assedio di Adrianopoli nella prima guerra balcanica. Il 16 giugno, la forza bulgara comprendeva circa 75 000 uomini e 175 cannoni in 57 battaglioni di fanteria, 10 squadroni di cavalleria e 37 batterie. Il generale Ivanov affermò dopo la guerra che il suo esercito era composto da soli 36 000 uomini di cui 20 000 "ancora non addestrati" e che molte delle sue unità erano sotto organico. Lo stato maggiore greco sopravvalutava considerevolmente il numero dei bulgari, calcolando che il loro numero fosse compreso tra 80 000 e 105 000 Sebbene il generale Ivanov abbia probabilmente sottovalutato il numero dei suoi soldati, affrontò comunque un nemico greco molto più grande.
L'esercito greco, comandato dal re Costantino I, aveva 8 divisioni e una brigata di cavalleria (117 861 uomini) con 176 cannoni d'artiglieria in 80 km di linea che si estendevano dal Golfo di Orphanos all'area di Gevgelija. Poiché non era possibile per i greci sapere dove avrebbero attaccato i bulgari, ci si aspettava che l'esercito bulgaro avrebbe probabilmente goduto di una superiorità temporanea in un punto scelto per l'attacco. I piani greci erano di natura difensiva e si aspettavano che i bulgari avrebbero colpito per primi in una spinta per catturare Salonicco. Pertanto, Salonicco era presidiata dal nuovo comando della forza di Salonicco. Le divisioni greche schierate in avanti avevano l'ordine di consentire ai bulgari di attaccare per primi mantenendo le loro posizioni nel miglior modo possibile. L'esercito greco avrebbe concentrato il resto delle sue unità per un contrattacco sul fronte bulgaro più debole. La disposizione greca era la seguente: sulla sinistra greca la 10ª Divisione di Fanteria occupò l'area intorno ad Axioupoli, una Sezione dell'Esercito (sciolta all'inizio della guerra); la 3ª e la 5ª divisione occuparono l'area tra i fiumi Axios e Gallikos; la 4ª Divisione occupò il territorio tra il fiume Gallikos e l'autostrada Salonicco-Serres; la 1 Divisione si posizionò tra i laghi Langada e Volvi; e il 7 occupò l'area tra il Lago Volvi e il Golfo di Orphanos. La 2ª e la 6ª divisione erano tenute come riserva a nord di Salonicco, mentre la Brigata di cavalleria era di stanza a Sindos, a ovest di Salonicco.

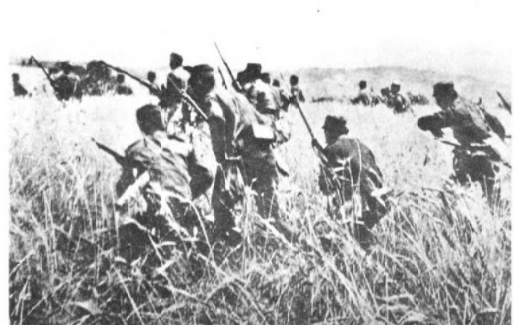
Soldati greci avanzano verso le posizioni bulgare.

Il 15 giugno, l'esercito bulgaro prese l'ordine di avanzare verso Salonicco. I greci li fermarono ed entro il 18 giugno fu emesso un ordine per il contrattacco generale. Il giorno successivo, la 10ª divisione attaccò verso le alture di Kallinovo a nord del lago Artzan mentre la 3ª, 5ª, 4ª e 2ª divisione attaccarono verso l'area di Kilkis. La 6ª e la 1ª divisione attaccarono verso Lachanas e la 7ª divisione verso la sella di Karakoli e Nigrita. La brigata di cavalleria operò tra la 10ª e la 3ª divisione.

### Kilkis
A Kilkis, i bulgari avevano costruito forti difese tra cui cannoni ottomani catturati che dominavano la pianura sottostante. L'area era difesa dalla 3ª divisione bulgara, tranne la propria 1ª brigata. La stessa Kilkis era presidiata dalla 2ª brigata (colonnello Ribarov) di otto battaglioni, supportata da diverse batterie di artiglieria. Contro di loro 38 battaglioni greci attaccarono con 100 cannoni. [7] La 3ª brigata (colonnello Kavarnaliev) copriva il settore tra il lago Doiran e il lago Ardzan. Dopo lo scoppio delle ostilità, i rinforzi iniziarono ad arrivare dalla parte bulgara, inizialmente sotto forma del 10º reggimento di cavalleria che copriva i fianchi della posizione di Kilkis, e la brigata Serres che iniziò a salire sui treni il 18 giugno.
Le divisioni greche attaccarono in tutta fretta la pianura sotto il fuoco dell'artiglieria bulgara. Il 19 giugno, i greci invasero ovunque le linee avanzate bulgare, ma subirono pesanti perdite poiché l'artiglieria bulgara sparava incessantemente con grande precisione guidata dalla loro osservazione sulle colline di Kilkis. La 5ª divisione da sola subì circa 1 275 perdite quel giorno. Il 20 giugno, nonostante avessero impegnato tutte le forze e avanzando costantemente, i greci non riuscirono a rompere la difesa bulgara. La brigata di cavalleria greca rilevò rinforzi bulgari in arrivo per la ferrovia. Di conseguenza, il quartier generale greco ordinò che l'offensiva continuasse la mattina successiva. Alla 10ª divisione fu ordinato di disimpegnarsi dal nemico a Kalinovo (ribattezzata Soultogianneika tra le due guerre mondiali) e inviare forze a sud per partecipare ai combattimenti di Kilkis mentre la 1ª e la 6ª divisione (all'epoca impegnate in direzione di Lachanas) ricevettero l'ordine di creare un forte distaccamento di 6 battaglioni più l'artiglieria da montagna per rinforzare le forze attaccanti Kilkis sul fianco.
Agendo sotto il precedente ordine del quartier generale greco che richiedeva la cattura di Kilkis entro la notte del 20 giugno, la 2ª divisione avanzò da sola. Durante la notte del 20 giugno, a seguito di uno scontro a fuoco di artiglieria, due reggimenti della 2ª divisione attraversarono il fiume Gallikos e successivamente attaccarono la 1a, 2a e 3a linea difensiva dei bulgari entrati nella città di Kilkis entro la mattina del 21 giugno. Al mattino il resto delle divisioni greche si unì all'attacco e i bulgari si ritirarono a nord. I greci inseguirono i bulgari in ritirata ma persero il contatto con il nemico a causa della stanchezza. Nei tre giorni di battaglia intorno a Kilkis, i greci subirono pesanti perdite per un totale di 5 652 morti e feriti. Altre 276 vittime furono subite dalla 10ª divisione che aveva catturato Gevgelija il 20 giugno e le colline di Kalinovo nel pomeriggio del 21 giugno. Erano stati catturati circa 500 soldati bulgari, 3 pistole e molti fucili.

### Lachanas
Simile alla difesa di Kilkis, anche i bulgari avevano preparato opere difensive a Lachanas. Come Kilkis, le colline di Lachanas fornivano ai bulgari eccellenti campi di fuoco.
Il 19 giugno, la 6ª divisione greca avanzò da Assiros (Yuvesna) verso Lachanas e riuscì a catturare la linea Dichalo-Klepe dopo aver perso circa 530 uomini. La prima divisione avanzò da sud e catturò con successo Vertiskos. Il 20 giugno, le due divisioni greche avanzarono ulteriormente e si unirono ai loro fianchi mentre entravano in contatto con la principale posizione difensiva bulgara di Lachanas nonostante il fuoco dell'artiglieria bulgara. Durante la notte del 20 giugno, arrivò l'ordine dal quartier generale di creare un distaccamento per contenere le forze che attaccavano Kilkis. La mattina del 21 giugno, i bulgari concentrarono il fuoco di artiglieria sul 5º reggimento greco. Osservando il 3º battaglione ritirarsi per partecipare al distaccamento per Kilkis, i bulgari videro un'opportunità e attaccarono il 1º battaglione costringendolo alla ritirata con pesanti perdite. Un contrattacco con il 2º battaglione guidato dal comandante del reggimento fermò i bulgari. In seguito alla caduta di Kilkis in mattinata, l'ordine per la formazione del distaccamento fu annullato. Alle 15:00, le due divisioni greche attaccarono la posizione bulgara in stretto coordinamento con l'artiglieria e alle 16:00 sfondarono la difesa bulgara. I bulgari si ritirarono in disordine lasciando 16 cannoni e 500 prigionieri nelle mani dei greci.
Nel frattempo, la 7ª divisione greca aveva combattuto sul fianco dell'estremo est. Il 19 giugno, la 7ª divisione catturò con successo la sella di Karakoli e poi continuò a catturare Nigrita senza resistenza il 20 giugno. Nel frattempo, una forza bulgara composta da personale del reggimento e un battaglione stava avanzando aggressivamente verso Karakoli. La forza fu infine circondata e si arrese con 10 ufficiali e 1 500 uomini. Il 21 giugno, la 7th divisione continuò la sua lenta avanzata. Anche se fu informato della sconfitta bulgara e della ritirata sul ponte Orliako, le colonne del 7º avanzarono troppo lentamente per bloccare i bulgari. La divisione è stata pesantemente criticata per quello che è stato considerato un fallimento inaccettabile.
Le due divisioni greche subirono 2 701 morti e feriti a Lachanas mentre la 7th divisione subì ulteriori 199 vittime.

## Conseguenze

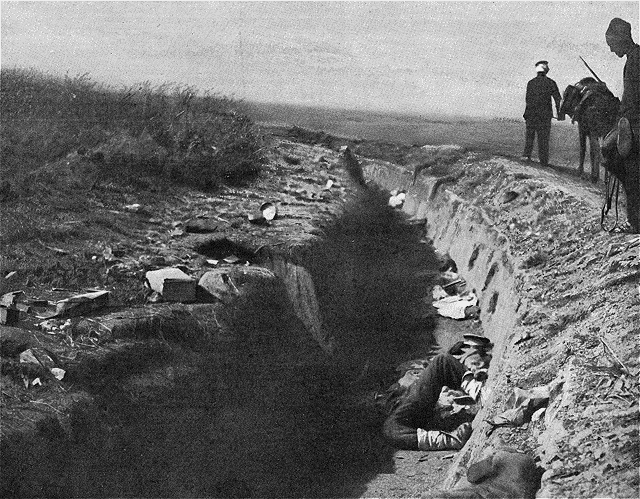
Trincea bulgara dopo la battaglia di Kilkis

La sconfitta della 2ª armata bulgara da parte dei greci fu il più grande disastro militare subito dai bulgari nella seconda guerra balcanica. Fonti bulgare stimano un totale di 6 971 vittime. Secondo quanto riferito, i greci subirono 8 828 vittime. Sulla destra bulgara, gli Evzones catturarono Gevgelija e le alture di Matsikovo. Di conseguenza, la linea di ritirata bulgara attraverso Doiran fu minacciata e l'esercito di Ivanov iniziò una disperata ritirata che a volte minacciava di diventare una disfatta. I rinforzi arrivarono troppo tardi e si unirono alla ritirata verso Strumica e il confine bulgaro. I greci catturarono Dojran il 5 luglio, ma non furono in grado di bloccare la ritirata bulgara attraverso il passo di Struma. L'11 luglio, i greci entrarono in contatto con i serbi e poi risalirono il fiume Struma fino a raggiungere la gola di Kresna il 24 luglio.
Le vittime e le perdite della battaglia furono le più pesanti nella moderna storia militare greca. Tuttavia, la conclusione fu un trionfo per i greci e aumentò la popolarità del nuovo re. A causa del suo significato per i greci, la battaglia di Kilkis diede il nome a una nave da guerra greca, la Kilkis, nel 1914.
La battaglia è anche commemorata al musero della guerra di Kilkis e al museo della battaglia di Lahanas.